# Hebius concelarum
Espèce
Synonymes
- Amphiesma pryeri concelarum Malnate, 1963
- Amphiesma concelarum Malnate, 1963

Hebius concelarum est une espèce de serpents de la famille des Natricidae. 

## Répartition
Cette espèce est endémique de l'archipel Nansei au Japon. Elle a été découverte à Miyako-jima.

## Publication originale
- Malnate, 1963 : A new race of Amphiesma pryeri (Serpentes: Natricinae) from the southern Riukiu Island of Miyako-Shima. Notulae Naturae, vol. 360, p. 1-6.